# アマンダ・ウィン＝リー
アマンダ・ベス・ウィン＝リー（Amanda Beth Winn-Lee、1976年11月14日 - ）は、テキサス州ヒューストン出身の、アメリカ合衆国の声優・脚本家・録音監督であり、主にアニメーション作品の吹替を本業としている。彼女は、『.hack//SIGN』のミミル、『ガンスミスキャッツ』のラリー・ヴィンセント、『魔物ハンター妖子』の真野妖子、『碧奇魂ブルーシード』の藤宮紅葉の声を担当し、有名な『新世紀エヴァンゲリオン』における綾波レイがその代表作である。声の仕事とは別に、彼女は頻繁に作品の販売やADR (Additional Dialogue Recording) の監督、および自身の吹替会社”ガイジン・プロダクションズLLC” (Gaijin Productions LLC) の様々な企画書の執筆も手掛けている。なお、結婚する前の彼女はアマンダ・ウィンと表記されていた。 
リージョン・コード1のDVD『新世紀エヴァンゲリオン劇場版 Air/まごころを、君に』におけるオーディオ・コメンタリーでは、声優仲間のタリージン・ジャッフェ(Taliesin Jaffe)と夫でありまたガイジンの共同所有者でもあるジェイソン・C.リー(Jason C. Lee)と共に彼女の声を聞くことができる。 
また、ウィン＝リーはアニメから仕事の幅を拡大し、バンジースタジオのTVゲーム『鬼』(Oni)では主人公コノコに声を提供した。
『新世紀エヴァンゲリオン劇場版 Air/まごころを、君に』と『新世紀エヴァンゲリオン劇場版 シト新生』の英語版で、ウィン＝リーがADR監督、吹替台本作家およびプロデューサーをこなしたほか、英語版の『DEAD LEAVES』と『R.O.D -READ OR DIE-』では監督と主要キャラクターとを務めた。
また彼女はガイジン・プロダクションズの設立前はADVフィルムに長く籍を置いていた。
2004年11月にアマンダとジェイソン・リーの息子 ニコラス・リーが誕生した。すぐに彼女の息子には小児白血病の罹患が見つかり、彼は1歳の誕生日を待たずして大がかりな治療を余儀なくされた。息子の世話のため、アマンダとジェイソンは数年の間、どんな新しいプロジェクトにも関わることはなかった。しかしながらニコラスは、医師団が彼の癌再発の危険性のベンチマークとしていた2008年11月までの3年間に発症することはなく事実上癌は消失している。
2007年のナン・デス・カン(Nan Desu Kan 2007)において、彼女が新作映画『ヱヴァンゲリヲン新劇場版』で持ち役への復帰を希望している旨が声優仲間でまた彼女の友人である碇シンジ役のスパイク・スペンサー(Spike Spencer)によって伝えられた。2009年5月、北米のアニメーション配給会社ファニメーションは『ヱヴァンゲリヲン新劇場版:序』の綾波レイ役はブライナ・パレンシア(Brina Palencia)が担当すると正式発表し事実上の持ち役交代となった。
しかしその後、シリーズ最終章に当たるシン・エヴァンゲリオン劇場版がAmazon Prime Videoにて2021年8月13日から世界240か国以上の国や地域で独占配信が決定すると、Amazon Prime Video内で配信される新劇場版全4作品の英語吹替版キャストに彼女が綾波レイ役として17年ぶりに復帰することが正式発表された。

## フィルモグラフィ
※ 英題アルファベット順 / 太字は主役・主要キャラクター

### アニメーション
- 『.hack//Intermezzo』 – ミミル
- 『.hack//SIGN』 – ミミル
- 『.hack//黄昏の腕輪伝説』 – マギ
- 『.hack//Unison』 – ミミル
- 『アップルシード』 – デュナン・ナッツ
- 『銃夢』 – ガリィ
- 『碧奇魂ブルーシード』 – 藤宮紅葉 / 国木田楓
- 『BURN-UP』 – レイミ
- 『BURN-UP W』 / 『BURN-UP EXCESS』– 甲子園利緒
- 『Dead Leaves』 – パンディー
- 『魔物ハンター妖子』 – 真野妖子
- 『ドラゴンハーフ』 – プリンセス・ヴィーナ
- 『嘆きの健康優良児』 – 小川広恵　※ ソフトセル ヘレン・ベッド(Helen Bed)名義
- 『ジーンシャフト』 – ミカ・セイドウ
- 『攻殻機動隊 STAND ALONE COMPLEX』 – 包田那珠美
- 『GOLDEN BOY』 – 少女A / 女性プロデューサー
- 『ガンスミスキャッツ』 – ラリー・ヴィンセント
- 『新世紀エヴァンゲリオン』 – 綾波レイ / ペンペン / 碇ユイ(劇場版のみ) / その他端役 (英語版ADR監督と台本も担当)
- 『プラスチックリトル』 – ティータ・ミュウ・越ヶ谷
- 『R.O.D -READ OR DIE-』 – ナンシー"ミス・ディープ"幕張 (米国版OVAの監督も兼任)
- 『スプリガン』 – フライトアテンダント
- 『スケバン刑事』 – 麻宮サキ
- 『新海底軍艦』 – アネット

### TVゲーム
- 『.hack//Quarantine』 – ミミル
- 『ガチャメカスタジアム サルバト〜レ』 – チャル (出演表示無し)
- 『エンチャント・アーム』 – カリン
- 『魔界戦記ディスガイアシリーズ』 – エトナ
- 『ヘヴィ・ギア II』(Heavy Gear II) – ピンター / オニール
- 『ルミナスアーク』 – ルーシャ
- 『鬼』 – コノコ
- 『ペルソナ2』 – 芹沢うらら
- 『スタートレック エリートフォースⅡ』(Star Trek: Elite Force II) – クリーヤ
- 『DIGITAL DEVIL SAGA アバタール・チューナー』 – アルジラ
- 『DIGITAL DEVIL SAGA アバタール・チューナー2』– アルジラ
- 『ペルソナ4』 – 天城雪子
- 『ソウルクレイドル 世界を喰らう者』 – ダネット
- 『テイルコンチェルト』 – アリシア・プリス
- 『サウザンドアームズ』– ソディナ・ドーンフリード
- 『HOSPITAL. 6人の医師』– マリア・トレス